# Veyrines-de-Vergt
Veyrines-de-Vergt település Franciaországban, Dordogne megyében. Lakosainak száma 247 fő (2022. január 1.). Veyrines-de-Vergt Salon, Val de Louyre et Caudeau és Saint-Michel-de-Villadeix községekkel határos.

## Népesség
A település népessége az elmúlt években az alábbi módon változott:
| Lakosok száma | 213  | 185  | 192  | 208  | 254  | 260  | 256  | 242  | 245  | 247  |
|               | 1968 | 1982 | 1990 | 2006 | 2013 | 2015 | 2017 | 2019 | 2020 | 2022 |